# Ралица Стоянова
Ралица Георгиева Стоянова е българска  актриса. Известна е с ролята си на Лора в българския игрален филм „Жените наистина плачат“.

## Биография
Родена е на 23 май 1989 г. в град София. Дъщеря е на кукления и озвучаващ актьор Георги Стоянов и актрисата Екатерина Казакова.
През 2013 г. завършва НАТФИЗ „Кръстьо Сарафов“ със специалност „Актьорско майсторство за куклен театър“ в класа на проф. Боньо Лунгов.

## Актьорска кариера

### Кариера в театъра
От септември 2013 г. е част от трупата на Драматично-куклен театър „Константин Величков“ в град Пазарджик, където играе в представленията „Тримата братя и златната ябълка“, „Бяла приказка“, „Хензел и Гретел“, „Историята на храбрия оловен войник“ и други.
През 2017 г. участва в представлението „Гилгамеш“ на режисьора Елена Панайотова в Нов български университет.
Ралица Стоянова е първата актриса, която получава номинация на Голямата награда на Фондация „Стоян Камбарев“.

### Кариера в киното и телевизията
Участва в различни скечове на предаването „Шоуто на Канала“ по БНТ 1.
Стоянова прави дебюта си в киното, като се превъплъщава в Лора, една от главните роли на българския драматичен филм „Жените наистина плачат“, която си партнира с Мария Бакалова в ролята на Соня. и майка си Катя Казакова.
През 2022 г. се снима в историческата драма „Сватба“ на Николай Хайтов, където се превъплъщава в ролята на Хатте.

### Кариера на озвучаваща актриса
Ралица Стоянова се занимава с озвучаване на филми, сериали и реклами. Взима участие в озвучаване във войсоувър и нахсинхронните дублажи на филмите, озвучени от „Александра Аудио“, „Доли Медия Студио“, „Про Филмс“, „Андарта Студио“, „Медиа Линк“, студио VMS и „Саунд Сити Студио“.
Също така озвучава мечката Боряна в поредицата „Мечешки истории“.

## Участия в театъра
Куклен театър НАТФИЗ
- „Безкрайни сънища“ – постановка Боньо Лунгов[18]
- „В светлините на рампата“[19]

Драматично-куклен театър „Константин Величков“ – Пазарджик
- 2013 – Принцесата в „Тримата братя и златната ябълка“ от Панчо Панчев – режисьор Мария Банева
- 2013 – Ванчо в „Бяла приказка“ от Валери Петров – режисьор Владислава Джамбазова[20]
- 2014 – Ламята в „Кино-театър Българан“ – авторски спектакъл на Румен Рачев[21]
- 2015 – Мащехата в „Хензел и Гретел“ от Братя Грим – режисьор Владислава Джамбазова[22]
- 2016 – Брюна в „Хитрините на Лисан“ от Славомир Мрожек – режисьор Георги Кайцанов
- 2017 – Порчето По в „Пат-Пат“ от Доналд Бисет – режисьор Владислава Джамбазова
- 2018 – Балерината в „Историята на храбрия оловен войник“ от Ханс Кристиан Андерсен – режисьор Владислава Джамбазова
- 2019 – „Как да се качим на небето“ (по мотиви от „Шарена черга“ на Йордан Радичков) – режисьор Владислава Джамбазова

Държавен куклен театър – Видин
- 2016 – „Пепеляшка“ – режисьор Веселин Бойдев[23]

Фондация „Ден Гри“
- 2021 – „Шахнаме: Сказание за Зал“ от Фирдоуси – режисьор Елена Панайотова[24][25]

## Филмография
- „Среща“ (2017), късометражен филм
- „Денят на бащата“ (2019) – Приятелка 1
- „Жените наистина плачат“ (2021) – Лора
- „Самодива“ – Магда
- „Сватба“ (2024) – Хатте

## Други дейности
Освен на театралната сцена, тя е част от Арт студио „Камбана“.
От 2015 г. до 2017 г. е асистент по „Актьорско майсторство“ на класа на доц. Мая Енчева.

## Награди и номинации
- 2016 – Награда „Сивина“ за млад актьор – за ролите на Мащехата и Гретел в „Хензел и Гретел“[26]
- 2017 – Номинация „Стоян Камбарев“[27][28]
- 2022 – Награда на СБФД „Васил Гендов“ за най-добра главна женска роля за „Жените наистина плачат“ (заедно с Мария Бакалова)
- 2022 – Награда на фестивала „Златната липа“ за женска роля за „Жените наистина плачат“[29][30][31]